# Земля горит
«Земля́ гори́т» — повесть Александра Беляева, выдержанная в духе «фантастики ближнего прицела». Основа сюжета — строительство плотин на Волге и Урале и социалистическое преобразование земледелия в Прикаспийском и Приуральском регионах. Впервые опубликована в 1931 году в журнале «Вокруг света», до 1992 года не переиздавалась.

## Сюжет
Задачей жизни инженера Михеева стало спасение приволжских степей, в буквальном смысле «горящих» от засухи; в этом его поддерживают детские воспоминания об умирающих от голода односельчанах. Инженер предложил советскому правительству проект каптажа Волги, чтобы остановить опустынивание земель. Сюжет строится в виде цикла очерков, отражающих строительство и его последствия на разных стадиях.
Строительство плотины, запирающей Волгу, начинается с применением самой передовой технологии: первичная плотина строится прямо из воды, замораживаемой трубами с жидким воздухом. Рыбак Глеб Калганов, который боялся, что рыба исчезнет, сломал трубу с жидким воздухом, что привело к аварии. Директор совхоза «Красные зори» Кондрат Валькирный построил собственную плотину, и вода не затронула его земель, река ушла в другую сторону и затопила деревню Игошки. Далее приехавший в СССР немецкий электротехник Карл Эрнст в письмах своему другу Ленцу рассказывает о колхозе «Новый путь», где полностью электрифицировали хозяйство и использовали агрохимию. Ивана Барышникова, скептического учёного-рыбовода из совхоза «Карповки», пригласили в совхоз «Первомайский» для изучения механизированных методов выращивания рыбы. После падения уровня Каспийского моря на осушенном дне, покрытом толстым слоем плодородного ила, организованы два образцовых совхоза: «Сатинка» и «Левшинка» (названные по фамилия их директоров). Хотя формально между ними ведётся социалистическое соревнование, в действительности это жёсткая конкуренция; но бывшие недруги мгновенно объединяются для отражения нашествия саранчи. Американский агент Эдвин Брусс направлен в центр нефтяной промышленности Новый Баку, осмотрел нефтедобывающие платформы в открытом море и устроил пожар, с которым справились в одну ночь. Повесть завершается цитатой из письма шпиона: «Не удалось. Миллионы строителей непобедимы».

## Литературные особенности
Повесть была написана в 1931 году и публиковалась в журнале «Вокруг света» в августе — сентябре того же года (№ 30. С. 15—18; № 31. С. 19—21; № 32/33. С. 15—18; № 34/35. С. 7—11; № 36. С. 17—20). Это был тяжёлый в житейском и профессиональном отношении жизненный период для писателя: начинался курс на сворачивание издания фантастической литературы, Беляева переставали печатать, а критики усиливали нападки. Высказывалось мнение, что публикация откровенно восхваляющей колхозное строительство и индустриализацию повести была попыткой Александра Романовича вписаться в новую литературную действительность. По словам Б. Ляпунова, повесть была связана с тематикой и литературными формами «Подводных земледельцев»: главной целью писателя было продемонстрировать грандиозные победы советских людей, преодолевающих «сопротивление классового врага». Повесть носила памфлетный характер, являясь «агитацией мечты»; в качестве героев выступают инженеры, колхозники, рабочие. Здесь много примет времени: живо написанные картины поволжской засухи, описания вредительства кулаков, и упоминания безработных западных специалистов, которые находят вторую родину в Стране Советов. Для максимально широкого охвата действительности в ограниченном объёме Беляев использовал синтез жанров очерка, киносценария, детектива и дневника. Из фрагментарных картин представал «эскизный набросок будущего, причем не далёкого и связанного преимущественно с развитием земледелия». В тот же период писатель опубликовал ещё несколько рассказов и очерков, в которых речь шла об искусственном дождевании и строительстве атмосферных ветроэлектростанций, эти сюжеты также упоминались в повести.

## Книжные издания
- Беляев А. Земля горит (повесть) // Замок ведьм. — Пермь : Пермская книга, 1992. — С. 329—442. — 493 с. — (с/с Александра Беляева). — А. П. Лукашин. Историко-литературная справка, с. 489—493. — ISBN 5-7625-0275-9.
- Беляев А. Земля горит (роман) // Прыжок в ничто. — М. : Эксмо, 2009. — С. 383—460. — 576 с. — Комментарии Е. Харитонова, с. 570—573. — ISBN 978-5-699-38773-1.
- Беляев А. Земля горит (повесть, иллюстрации Н. Кочергина) // Чудесное око. — М. : Престиж Бук, 2018. — Т. 7. — С. 177—255. — 656 с. — (Ретро библиотека приключений и научной фантастики). — ISBN 978-5-371-00660-8.